# Čagoská kreolština
Čagoská kreolština (též: créole îlois nebo kreol Ilwa) je kreolský jazyk na bázi francouzštiny, z bourbonské skupiny. Jedná se o tradiční jazyk Čagosanů, potomků původních obyvatel Čagoských ostrovů, většinou afrického původu. Na přelomu 60. a 70. let byli Čagosané z Čagoských ostrovů vyhnáni britskou vládou kvůli založení vojenské základny na ostrovech, a ostrovy se staly součástí Britského indickooceánského území. Čagosané byli přesídleni především na Seychely a Mauricius a někteří také do Velké Británie a mnoho z nich si zachovalo i svůj jazyk.

## Ukázka
Ukázka textu v čagoské kreolštině a český překlad:
Čagosky:
Kominote Sagosien sorti Arsipel Sagos, enn group lil koray 18em siek, bann k
olon franse, ek angle plitar, finn amenn bann travayer esklav ek angaze, laplipar depi Lafrik de lest ek Madagaskar via Moris pou travay dan plantasion koko.
Česky:
Čagoská komunita pochází z Čagoských ostrovů, korálových ostrovů uprostřed Indického oceánu. Od konce 18. století nejdříve francouzští a poté britští kolonisté osídlili ostrovy otroky a pracovníky, především z východní Afriky a Madagaskaru, přes Mauricius, aby pracovali na zdejších kokosových plantážích.